# Fuxiana yangi
Fuxiana yangi is een vlokreeftensoort uit de familie van de Anisogammaridae. De wetenschappelijke naam van de soort is voor het eerst geldig gepubliceerd in 2000 door Sket.